# Agnès Valois
Pour les articles homonymes, voir Valois et Vallois.
 (octobre 2014).
Agnès Valois, en religion sœur Sainte Marguerite-Marie puis sœur Agnès-Marie, née le 30 juin 1914 à Rouen et morte le 19 avril 2018 à Martin-Église, est une infirmière et religieuse augustine française. Elle est  connue pour avoir soigné des soldats alliés dans un hôpital sous contrôle allemand durant la Seconde Guerre mondiale, après l’échec du débarquement de Dieppe.

## Biographie

### Famille
Agnès Cécile Marie-Madeleine Valois naît le 30 juin 1914 à Rouen. En raison d’une erreur à l’état civil, son nom de famille est Valois avec un seul « L », comme pour ses deux sœurs, alors que la graphie utilisée pour son père et son frère est Vallois. Elle est baptisée le 3 août 1914, jour de la déclaration de guerre de l'Allemagne à la France.
Elle est la petite-fille de Jules Vallois, fondateur en 1880 à Notre-Dame-de-Bondeville de la corderie mécanique qui porte son nom, cette corderie fermera ses portes en 1978 et accueille aujourd’hui le musée industriel de la corderie Vallois.
Elle est la fille de Gaston Vallois, fils de Jules, et de Cécile Debreuil. Agnès a deux grandes sœurs, Marguerite-Marie et Cécile, et un petit frère, Pierre.

### Formation
Après une scolarité dans une petite école de Mont-Saint-Aignan puis aux Cours Notre-Dame, un lycée de Rouen, Agnès Valois réussit son baccalauréat en 1932. Infirmière dès 1934 après des cours à la Croix-Rouge de Rouen, elle obtient son diplôme d'État d'infirmier en 1936.
De 1936 à 1938, Agnès Valois travaille en médecine hospitalière en salle militaire ; puis de 1938 à 1940, elle travaille en salle d’opération ; à la fin de cette période, elle devient infirmière anesthésiste.

### Entrée dans la vie religieuse
Dans le même temps, Agnès Valois devient religieuse le 15 octobre 1936 dans l’ordre des Augustines de la miséricorde de Jésus au couvent de l’hôtel-Dieu de Rouen. Elle prend l’habit le 24 avril 1937 sous le nom de sœur Sainte Marguerite-Marie avant de prononcer ses premiers vœux le 7 juin 1938 et ses vœux perpétuels le 7 juin 1941.

### Débarquement de Dieppe
Durant la Seconde Guerre mondiale, en 1942, Agnès Valois est donc religieuse infirmière à Rouen en France occupée à l’hôtel-Dieu. L’hôtel-Dieu est alors le lieu d’une antenne chirurgicale sous ordre allemand.
Après l’échec du débarquement de Dieppe le 19 août 1942 dans le cadre de l’opération Jubilee à laquelle ont participé des soldats alliés de huit nationalités (surtout des Canadiens et quelques Britanniques), des soldats blessés alliés et allemands sont amenés auprès des Augustines à partir de 2h du matin le 20 août. À partir de cette nuit-là, dix infirmières augustines, dont Agnès Valois, soignent et apportent réconfort sans relâche à plusieurs centaines de blessés dont une cinquantaine d’Alliés et ce au-delà de la volonté des Allemands qui avaient peur qu’elles puissent relayer des informations importantes.
Malgré les menaces, Agnès Valois et les autres infirmières augustines s’assureront que les blessés alliés reçoivent les mêmes soins médicaux que les militaires allemands : le soldat canadien Russel Dube rapporte qu’il a vu Agnès Valois frappée par deux soldats allemands pour lui avoir lavé la figure et sommée de s’éloigner des soldats alliés mais Agnès Valois les repoussa pour continuer les soins. Les infirmières augustines procurent aussi clandestinement aux soldats alliés alcool, friandises, raisin, etc. pris directement dans les stocks allemands de l’hôtel-Dieu.
Dix soldats canadiens et anglais succombèrent la nuit de leur arrivée à l’hôtel-Dieu, trois d’entre eux échappèrent à la fosse commune, leurs corps ayant été, malgré le danger, subtilisés par les Augustines pour leur donner des sépultures décentes. Ces trois soldats sont maintenant enterrés dans le carré réservé aux soldats étrangers du cimetière Saint-Sever de Rouen,.
Parmi les soldats canadiens, il y eut entre autres un soldat, du nom d’Edwin Bennett, grièvement blessé au visage : la ténacité d’Agnès Valois ayant permis d’obtenir l’assistance d’un ophtalmologiste de Berlin, il recouvra la vue. Après l’opération, ce médecin allemand confiera que si elle n’avait « pas été là, il ne l’aurait pas fait ». Bennett, dont la vue était revenue pendant sa captivité, n’avait jamais aperçu sa bienfaitrice. Il la reconnut au son de sa voix en 1982 lors de commémorations. 
Agnès Valois obtient aussi la vie sauve d’un autre soldat canadien, Roland Laurendeau, que les Allemands voulaient tuer d’une balle dans la tête tellement il était agonisant, ce soldat recroisera Agnès Valois lors d’un voyage au Québec en avril 1993 et, tout comme Edwin Bennett en 1982, la reconnaîtra également au son de sa voix, voix entendue cinquante-et-une années plus tôt[réf. nécessaire].
Plusieurs mois plus tard, fin novembre 1942, la plupart des soldats alliés sont soit morts soit déportés en Allemagne dans les camps de prisonniers ; seuls deux blessés intransportables canadiens sont encore soignés à l’hôtel-Dieu. À la demande d’un des deux, le commandant Robert J. Hainault, et malgré les risques, Agnès Valois enlève et brûle le portrait d’Adolf Hitler présent dans la salle de soin où séjournait le militaire canadien.

### Après la guerre
Après de nouvelles études d’infirmière de 1944 à 1946, Agnès Valois est promue surveillante de service et assistante au bloc opératoire.
En 1963, Agnès Valois obtient le diplôme des cadres après une année à Poitiers. Grâce à ce diplôme, elle devient, en 1964, surveillante en chirurgie.
Le 15 octobre 1968, en raison de la fermeture de l’hôtel-Dieu, elle arrive au monastère Sainte-Marie de Thibermont, situé dans la commune de Martin-Église, et prend le nom de sœur Agnès-Marie. Elle exerce de 1968 à 1974 à l’hôpital de Dieppe comme surveillante en chirurgie, puis de 1974 à sa retraite en 1979 au service gériatrie de Château-Michel, également à Dieppe.
Fred J. Mifflin (en), ministre canadien des Anciens combattants, lui a rendu hommage lors des cérémonies du cinquante-cinquième anniversaire du débarquement de Dieppe au cimetière Saint-Sever de Rouen du 18 août 1997. Agnès Valois a elle-même témoigné lors des commémorations du soixante-dixième anniversaire le 19 août 2012 au cimetière des Vertus à Hautot-sur-Mer et elle s’est vu remettre les clefs de la ville canadienne de Windsor par son maire Eddie Francis (en). Elle fut ovationnée par les Canadiens présents ce jour-là dont sept anciens soldats qu’elle avait soignés. Elle est appelée l’« Ange blanc » ou l’« Ange miséricordieux » par les anciens combattants canadiens ou l’« Ange de Dieppe » par ceux britanniques.
Elle meurt le 19 avril 2018 à Martin-Église (Seine-Maritime). Le jour de sa mort, la municipalité de Dieppe fait mettre les drapeaux de la commune en berne. Le 24 avril 2018, une cérémonie en hommage à Agnès Valois et une messe célébrée par l’abbé Geoffroy de la Tousche, curé de la paroisse Saint-Jean-Paul-II de Dieppe, ont lieu à Hautot-sur-Mer au cimetière des Vertus qui est le cimetière militaire canadien où sont enterrés plusieurs centaines de militaires de l’opération Jubilee ; cet hommage se fait en présence d’Isabelle Hudon, ambassadrice du Canada en France, de Fabienne Buccio, préfète de la région Normandie et préfète de la Seine-Maritime, de Nicolas Langlois, maire de Dieppe, et de Sébastien Jumel, député de la Seine-Maritime et ancien maire de Dieppe ; Agnès Valois est enterrée plus tard dans la journée à Dieppe au cimetière de Janval dans le carré réservé aux religieux,,.

## Décorations
Décorations françaises
- Officier de la Légion d'honneur (2009 ; chevalier en 1996).
- Chevalier de l'ordre national du Mérite (1992).
- Médaille d’honneur de la ville de Rouen (1992).
- Médaille d’honneur de la ville de Dieppe (1994).

Décoration canadienne
- Médaille du service méritoire, division civile (1998).

### Sources ayant servi à la rédaction de l’article
- Article « Agnès-Marie Valois, infirmière-religieuse chevalier dans l’ordre national du Mérite » dans Paris Normandie du 5 février 1993.
- Édition spéciale de Paris Normandie du 13 avril 1994.
- Article « Hôtel-Dieu de Rouen : les souvenirs de “sœur courage” » dans Paris Normandie du 22 janvier 1996.
- Discours-hommage du ministre canadien des Anciens combattants à la sœur Agnès-Marie Valois, discours prononcé le 18 août 1997 au cimetière Saint-Sever de Rouen.
- « Légion d’honneur, la promotion du Nouvel An » dans La Croix du 2 janvier 2009.
- « L’infirmière normande du Débarquement d’août-42 à Dieppe se souvient 70 ans après » dans Paris Normandie du 12 août 2012.
- (en) “In Windsor, Dieppe veterans mark 70th anniversary of ill-fated raid” dans le Windsor Star du 19 août 2012.
- « Commémorations du 19 août 1942 : Sœur Agnès-Marie et Jacques Nadeau » dans Les Informations dieppoises du 20 août 2012.
- « Les anciens combattants canadiens accueillis en héros par les Français » dans FrancoPresse.ca le 20 août 2012.
- « Allocution complète d’une religieuse Hospitalière lors la Commémoration de 2012 » sur le site québécois Vigile.net le 22 août 2012.
- Délégation de Dieppe (Canada) à Dieppe (France) sur le site de la commune canadienne de Dieppe.
- « Dieppe 19 août 1942-19 août 2012 : commémoration du sacrifice canadien » sur le site de l’Office national des anciens combattants et des victimes de guerre.
- « En souvenir du raid sur Dieppe » sur le site des Anciens combattants canadiens.
- La plaquette Dieppe 1940-1942 sur le site de l’ambassade de France au Canada.
- « Opération Jubilee, la première marche vers la libération de l’Europe » sur le site de FranceGuide.
- « Les Femmes et l’Armée » sur le site de Jody Dallaire, conseillère municipale de la commune canadienne de Dieppe.
- « Le pèlerinage de Pierre Vennat à Dieppe » sur le site Le Québec et les guerres mondiales.
- « Déroulement du Raid » sur le site de l'association JUBILEE - DIEPPE.